# Reticutriton carlottae
Reticutriton carlottae is een uitgestorven slakkensoort uit de familie van de Cymatiidae. De wetenschappelijke naam van de soort werd voor het eerst geldig gepubliceerd in 1957 door Ferreira en da Cunha als Simpulum carlottae.